# يين يين نوي
يين يين نوي عالمة وجيولوجية وُلدت في بورما عام (1952). تقلّدت يين نوي العديد من المراكز المرموقة في منظمة الأمم المتحدة للطفولة (اليونيسيف) UNICEF مُنذ عام (1991). واُختيرت كمُمثلة لليونيسيف لدى الصين في واحد من ديسمبر –كانون الأول- عام (2006).

## حياتها
والدها ساو سيامونج مانجراي، عضو ولاية كينجتونج الأميريّة وأديب ومثقف بارز في ولاية شان، كما كان رئيس الإدارة التعليميّة بولاية شان خلال سنوات ما بعد الاستقلال. أمَّا والدتها فهي مي مي خيانج، أديبة ومثقفة أيضًا وممثلة رسميّة لمدرسة كامباوزا. تمتع والدها ساو سيامونج بوظيفة إداريّة مرموقة بعد أن وافقت ولاية شاو على الانضمام بشكل رسمي إلى الاتحاد البورمي حيثُ عمل كرئيس القطاع التعليمي بولايتي شاو، وكايا. وبالعودة إلى والدتها مرة أخرى، ألّفت مي خيانج كتاب «العائلة البورميّة» الذي تناول الثقافة البورمية، وكانت أول امرأة تكتب عن الثقافة، والعادات، والتقاليد البورمية باللغة الإنجليزيّة. تُنسب يين يين نوي إلى أصل مون من جهة والدتا وإلى أصل تاي من جهة والدها، عندما أُنشأت ولاية كينجتونج في القرن الثالث عشر بعد أن اكتشفت أسرة تشيانج ماي مملكة جديدة تُدعى “لاننا” ليُرسلوا بعد ذلك أميرة إلى ولاية كينجتونج لتأسيس مملكة منفصلة هناك.
حصلت يين نوي على درجة الباكلريوس من جامعة رانجون للعلوم والفنون عام (1969)، ثم حصلت بعد ذلك على دكتوراة الفلسفة في علوم الأرض من جامعة كمبريدج بالمملكة المتحدة. حصلت يين نوي أيضًا على ماجستبر العلوم في السياسة العامة والإدارة من جامعة لندن، لتُكمل بعد ذلك
انضت يين نوي لمنظمة اليونيسيف التابعة للأمم المتحدة كمسئولة عن مشروعها البيئي ما بين عام (1992)، وعام (1994). كانت يين نوي مسئولة عن برنامج اليونيسيف في دول شرق ووسط أوروبا، ورابطة الشعوب المُستقلة، وجمهوريات وسط اسيا، وألبانيا. عَملت في الفترة ما بين عام (1994) وعام (1999) كمُستشار اقليمي لغرب ووسط افريقيا في كل من كوديفوار وأبيدجان. وفي عام (1999)، عُيِّنت كرئيس التخطيط الإقليمي للشرق الأوسط وشمال افريقيا، لكنها في عام (2005) انتقلت لتتولى مسئوليّة الدعم المُقدَّم من اليونيسيف لضحايا تسونامي في إندونيسيا. في ختام مسيرتها عملت دكتور يين نوي كمُمثل لمنظمة اليونيسيف لدى الصين بداية من واحد ديسمبر –كانون الأول- عام (2006). قادت يين نوي استجابة منظمة الأمم المتحدة لزلزال سيتشوان عام (2008)، وزلزال تشينغهاي عام (2010)، والعديد من حالات الطوارئ المُختلفة الناجمة من الفيضانات في الصين. غادرت يين نوي منظمة الأمم المتحدة في عام (2011)، لتتقلد العديد من المناصب الاصلاحيّة في ماينمار.
اختار الرئيس الماينماري في عام (2012) دكتور يين نوي كعضو في لجنة التحقيق الخاصة بالعنف الطائفي الذي حدث في ولاية راخين، لتُقدِّم اللجنة تقريرها الكامل عن الأحداث الطائفيّة في الولاية في عام (2013).
عُينَت دكتور يين نوي في عام (2014) ككبير مُستشاري التعليم لدى الرئيس. وقبل ذلك، عملت كمستشار لدى مركز ماينمار للسلام MPC، وكانت عضوًا في المجلس الاستشاري الاجتماعي والاقتصادي الوطني، كما عَمِلَت كعُضو في اللجنة التطبيقيّة للنهوض بالتعليم لتحفيز عمليّة النهوض بالتعليم.

## حياتها الشخصيّة
كانت تتحدث يين نوي الإنجليزية، والفرنسيّة، والإندونيسية بطلاقة، وفي عام (2006) تعلّمت اللغة الصينيّة لتتحدثها بطلاقة بعد ذلك بسبب حاجة وظيفتها الجديدة.